# Larry Silver
Larry Silver (* 1934 in der Bronx, New York City) ist ein US-amerikanischer Fotograf. Er war Mitglied der New Yorker Photo League. Die Photo League war eine Organisation von Fotografen in New York, die sich der Dokumentation des Lebens in den Arbeitervierteln widmete. Sie wurde 1936 gegründet und bot ihren Mitgliedern Schulungen, Ausstellungsräume und eine Plattform für den Austausch über soziale und kreative Themen. Die Photo League wurde 1951 aufgelöst, nachdem sie während der McCarthy-Ära auf die schwarze Liste des US-Justizministeriums gesetzt worden war. Die Photo League spielte eine wichtige Rolle bei der Entwicklung der sozialdokumentarischen Fotografie in den USA.

## Leben
Larry Silver begann seine fotografische Laufbahn während seiner Schulzeit an der High School of Industrial Art in Manhattan. Dort traf er auf Mitglieder der Photo League, darunter Lou Bernstein, W. Eugene Smith und Weegee. In seinem Abschlussjahr gewann er den ersten Preis bei den Scholastic-Ansco Photography Awards und erhielt ein Vollstipendium für das Art Center School in Los Angeles. Während seines Aufenthalts in Kalifornien fotografierte er intensiv am Santa Monica Beach und schuf die bekannte Serie Muscle Beach.
1959 kehrte Larry Silver nach New York City zurück und eröffnete ein Fotostudio. 1973 zog er nach Westport, Connecticut, und begann, seine neue Umgebung und deren Bewohner zu dokumentieren. Seine Arbeiten wurden in zahlreichen Publikationen wie Forbes, Life und Time veröffentlicht.  

## Werk
Larry Silver ist für seine ausgewogenen und lyrischen Kompositionen bekannt. Seine frühen Arbeiten umfassen Aufnahmen von Gewichthebern, Bodybuildern und Akrobaten an den Stränden von Santa Monica sowie Dokumentationen über das Verhältnis zwischen den Bewohnern und der Landschaft des wachsenden Vororts Westport in Connecticut.
Im Jahr 2003 wandte sich Larry Silver von der dokumentarischen Fotografie ab und begann, Landschaftsbilder durch experimentelle Dunkelkammertechniken und Papiermanipulationen zu verfremden. Diese künstlerische Neuausrichtung führte zu Werkreihen wie From the Medium to the Message, in der Wasserabstraktionen den menschlichen Einfluss auf die Umwelt thematisieren, und New Vision, deren Kompositionen an den Abstrakten Expressionismus und die experimentelle Fotografie der Bauhaus-Schule erinnern.
Er hatte Gruppen- und Einzelausstellungen in Institutionen wie dem Los Angeles County Museum of Art, dem Tampa Museum of Art, Florida, dem International Center of Photography, New York, dem New Orleans Museum of Art, Louisiana, dem Columbus Museum of Art, Ohio, dem Delaware Art Museum, dem Museum of Fine Arts, Boston, dem Brooklyn Museum, New York, dem High Museum of Art, Atlanta, und dem National Museum of Chinese History, Peking. Außerdem war er in der Ausstellung The Radical Camera: New York's Photo League, 1936-1951 im Jüdischen Museum, New York, vertreten.
Larry Silvers Arbeiten sind in über 25 Museumssammlungen vertreten, darunter das Metropolitan Museum of Art, New York; das Whitney Museum of American Art, New York; das Smithsonian American Art Museum, Washington D.C.; das Minneapolis Institute of Arts; das Brooklyn Museum, New York; das Boston Museum of Fine Arts; das Houston Museum of Fine Arts; die Yale University Art Gallery, Connecticut; und das George Eastman House, Rochester.

## Ausstellung
- The Radical Camera: New York’s Photo League, 1936–1951, eine Übersicht über die Geschichte der Gruppe, ihre künstlerische Bedeutung und ihr kulturelles, soziales und politisches Umfeld. Wanderausstellung in den folgenden Museen: The Jewish Museum, New York (4. November 2011 bis zum 25. März 2012); Columbus Museum of Art, Columbus, OH (19. April – 9. September 2012), Contemporary Jewish Museum, San Francisco, CA (11. Oktober 2012 – 21. Januar 2013) und im Norton Museum of Art, West Palm Beach, FL (15. März – 16. Juni 2013).